# Tampico (Illinois)
Tampico (IPA: ˈt æ m . p ɪ . k oʊ) falu Tampico Townshipben, Whiteside megyében, Illinois államban, az Amerikai Egyesült Államokban, Rock Falls és Sterling mellett. A 2010-es népszámláláskor összesen 790 lakosa volt, szemben a 2000-es népszámláláskori 772-vel. Ronald Reagannek, az Egyesült Államok 40. elnökének szülőhelye.

## Története
A leendő Tampico települést is magában foglaló terület mocsár volt. Az első európai telepesek 1852-ben érkeztek meg ide. Tampico települést 1861-ben alapították. 1863–64-ben a területet lecsapolták. A helyi CB&Q vasút 1871-ben állt szolgálatba, és az 1980-as évek elején bezárták. A települést 1874 júniusában tornádó sújtotta, 27 épületet elpusztítva. 1875-ben Tampico falut beolvasztották a nagyobb városba.

## Földrajz

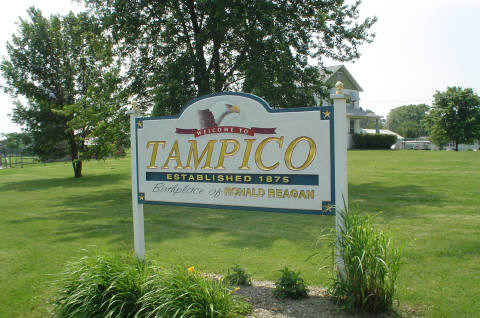
Üdvözlő tábla a település előtt

Tampico 200 m-es tengerszint feletti magasságban fekszik.
A 2010-es népszámlálás szerint Tampico teljes területe 1,01 km2. Tampicótól kb. 1,6 km-re keletre található a Hennepin-csatorna betáplálása.
Tampico Moline-tól kb. 64 km-re kelet-északkeletre és Chicagótól kb. 180 km-re nyugatra helyezkedik el.

## Demográfiai adatok

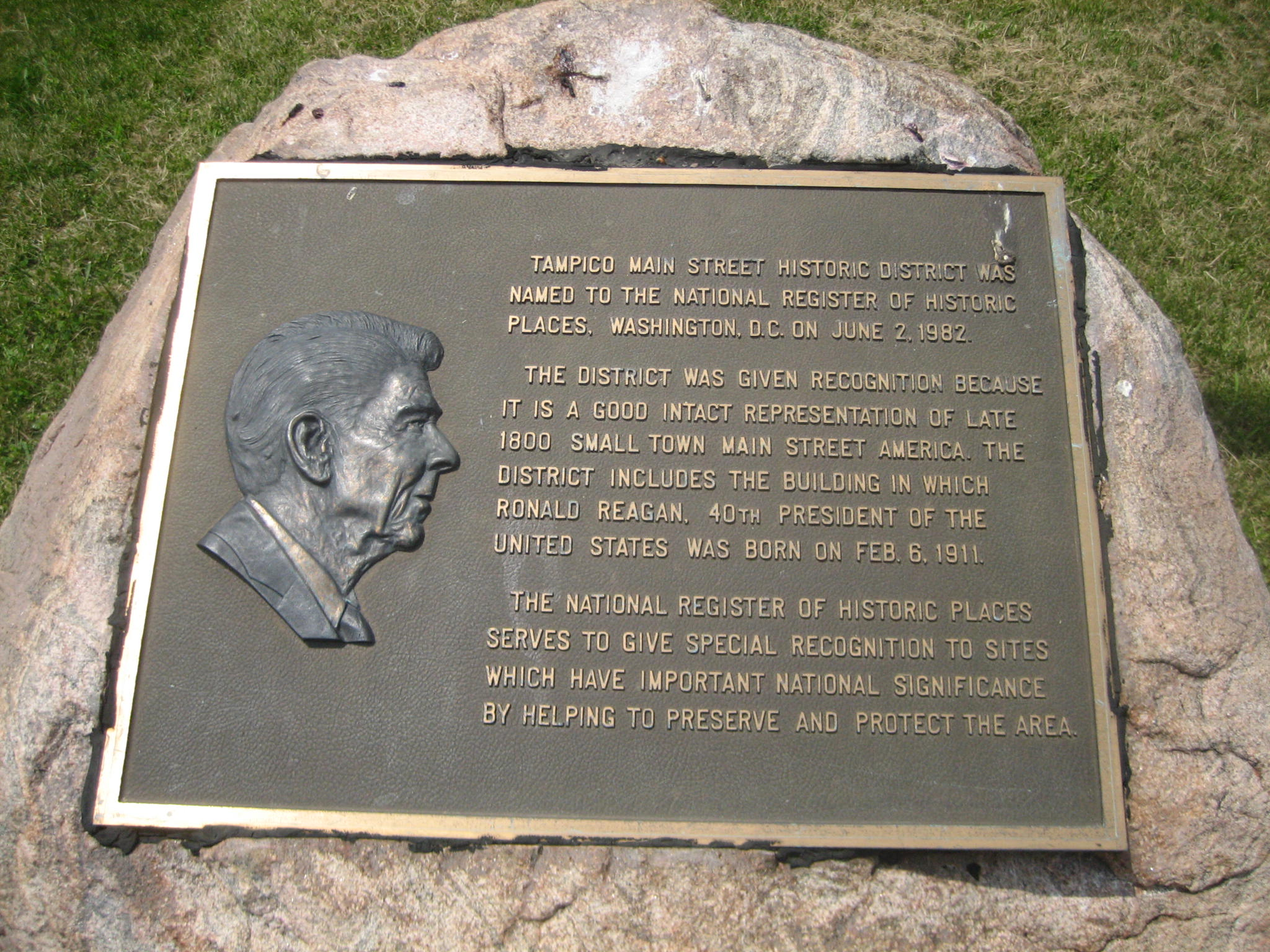
A Történelmi Helyek Nemzeti Nyilvántartási Emléktáblája

A 2000. évi népszámláláskor 772 fő, 292 háztartás és 205 család élt a községben. A népsűrűség 749,5 fö/km², 315 lakóegységre számított átlagosan 305,8/km². A falu faji összetétele 99,74% fehér; fekete, indián és ázsiai nincs, 0,13% más rassz és 0,13% két vagy több rassz keverékéből származott. A lakosság 1,55%-a spanyol vagy egyéb latin származású volt.
292 háztartás volt, 33,2%-ban élt velük 18 éven aluli gyermek, 57,2%-ban együtt élő házaspár, 9,2%-ban volt férj nélküli nő, 29,5%-ban nem család. A háztartások 24,7%-a egyfős, 13,0%-ában pedig egy 65 éves vagy idősebb személy volt. Az átlagos háztartás 2,64 főből állt, a családok átlagos mérete 3,1 fő volt.
Kormegoszlás szerint 28,9% volt 18 év alatti, 7,9% 18 és 24 év közötti, 26,2% 25 és 44 év közötti, 23,6% 45 és 64 év közötti, 13,5% pedig 65 éves vagy idősebb. Az átlagéletkor 36 év volt. 100 nőre 102,1 férfi, 100 18 év feletti nőre 102,6 férfi jutott.
A háztartások évi átlagos jövedelme 40 221 amerikai dollár, a családi jövedelme pedig 43 646 dollár volt. A férfiak átlagos évi jövedelme 30 667, míg a nőké 18 409 dollár volt. A falu egy főre eső jövedelme 14 467 dollár volt. A lakosság 8,5%-a, a családok 6,4%-a volt a szegénységi küszöb alatt. A teljes népességen belül a 18 év alattiak 10,2%-a, a 65 év felettiek 4,6%-a élt a szegénységi küszöb alatt.

## Itt született
- Hazel A. McCaskrin, Illinois állam törvényhozója
- Ronald Reagan, az Egyesült Államok 40. elnöke
- Joseph M. Reeves, az amerikai haditengerészet admirálisa, a spanyol–amerikai háború, az első és a második világháború veteránja

## Fordítás
- Ez a szócikk részben vagy egészben  a   Tempico, Illinois című angol Wikipédia-szócikk ezen változatának fordításán alapul.  Az eredeti cikk szerkesztőit annak laptörténete sorolja fel. Ez a jelzés csupán a megfogalmazás eredetét és a szerzői jogokat jelzi, nem szolgál a cikkben szereplő információk forrásmegjelöléseként.